# Ryūichi Sugiyama
Ryūichi Sugiyama (jap. 杉山隆一 Sugiyama Ryūichi; ur. 4 lipca 1941 w Shimizu) – japoński piłkarz, reprezentant kraju.

## Kariera klubowa
Od 1966 do 1973 roku występował w klubie Mitsubishi Motors.

## Kariera reprezentacyjna
Karierę reprezentacyjną rozpoczął w 1961, a zakończył w 1971 roku. W sumie w reprezentacji wystąpił w 56 spotkaniach. Został powołany do kadry na Igrzyska Olimpijskie w 1964 roku i 1968 roku.

## Statystyki
| Reprezentacja Japonii | Reprezentacja Japonii | Reprezentacja Japonii |
| Rok                   | Mecze                 | Gole                  |
| --------------------- | --------------------- | --------------------- |
| 1961                  | 3                     | 0                     |
| 1962                  | 6                     | 0                     |
| 1963                  | 5                     | 1                     |
| 1964                  | 2                     | 1                     |
| 1965                  | 4                     | 3                     |
| 1966                  | 6                     | 2                     |
| 1967                  | 5                     | 4                     |
| 1968                  | 4                     | 1                     |
| 1969                  | 4                     | 0                     |
| 1970                  | 11                    | 1                     |
| 1971                  | 6                     | 2                     |
| Razem                 | 56                    | 15                    |